# Fins a la fi del temps
 Fins a la fi del temps  (títol original en anglès: Till the End of Time) és una pel·lícula estatunidenca dirigida per Edward Dmytryk, estrenada el 1946. Ha estat doblada al català.

## Argument
Cliff, William i Perry, tres marines, tornen a casa, al final de la Segona Guerra Mundial. Ferits moralment o físicament, han de tornar a aprendre a viure com a civils. La vídua d'un pilot, Pat Ruscomb, molt pertorbada per la desaparició del seu marit, s'interessa per l'un d'ells, Cliff.

## Repartiment
- Guy Madison: Cliff Harper
- Robert Mitchum: William Tabeshaw
- Dorothy McGuire: Pat Ruscomg
- Bill Williams: Perry Kincheloe
- Tom Tully: C.W. Harper
- William Gargan: Sergent Gunny Watrous
- Jean Porter: Helen Ingersall
- Johnny Sands: Tommy
- Loren Tindall: Pinky
- Ruth Nelson: Amy Harper
- Selena Royle: Sra. Kincheloe
- Harry Von Zell: Scuffy
- Richard Benedict: El jove d'Idaho